# Nicolas Florentin
Nicolas Florentin (Pont-à-Mousson, 16 februari 1978) is een Franse voetballer (middenvelder) die sinds 2010 voor de Franse tweedeklasser Angers SCO uitkomt. Eerder speelde hij onder meer voor AS Nancy, Troyes AC en SM Caen. 